# حلزون‌ماهی دم‌بزرگ
حلزون‌ماهی دم‌بزرگ (نام علمی: Osteodiscus cascadiae) نام یک گونه از تیره حلزون‌ماهی است.